# Rio zone
Pour plus de détails, voir Fiche technique et Distribution.
Rio zone (Um Trem para as Estrelas) est un film brésilien réalisé par Carlos Diegues, sorti en 1987. Il fait partie de la sélection officielle au Festival de Cannes 1987.

## Synopsis
Vinícius, jeune saxophoniste, vit de nombreuses expériences dans les rues de Rio de Janeiro alors qu'il recherche sa petite amie disparue. Il est confronté à la violence, à la misère et aux injustices.

## Fiche technique
- Titre original : Um Trem para as Estrelas
- Titre français : Rio zone
- Réalisation : Carlos Diegues
- Scénario : Carlos Diegues et Carlos Lombardi
- Pays d'origine : Brésil
- Format : Couleurs - 35 mm - Dolby
- Genre : drame
- Durée : 103 minutes
- Date de sortie : 1987

## Distribution
- Guilherme Fontes : Vinicius
- Milton Gonçalves : Freitas
- Taumaturgo Ferreira : Dream
- Ana Beatriz Wiltgen : Nicinha
- Zé Trindade : Oliveira
- Míriam Pires : madame Oliveira
- José Wilker : le professeur
- Betty Faria : Camila
- Daniel Filho : Brito
- Tania Boscoli : Bel